# まかろにステーション
まかろにステーションは、グレープカンパニーに所属していた漫才コンビ。2017年11月結成。2025年4月解散。

## メンバー
ギャビン(ケビン)（1995年（平成7年）1月11日（30歳） - ）
- アメリカ合衆国フロリダ州出身。ボケ担当、位置は向かって右。身長185cm、血液型O型[6]。
- 趣味は株取引、UFOキャッチャー、ポケモン（アメリカ州大会優勝）、麻雀、映画鑑賞、アニメ、チェス、ゲーム全般
- 特技は英語（TOEIC、TOFEL満点）、日本語、DIY（おしゃれ家具、家建てられます）、eスポーツ(元プロゲーマー)、ポージング・ウォーキング・カッコよくあること(現役ファッションモデル)
- 明治大学経営学部経営学科卒業[6]。
- 部活動は中高演劇部、大学では映画研究サークルで活動。
- 解散後はピン芸人として活動[3]。

きたば（1995年（平成7年）12月3日（29歳） - ）
- 埼玉県川口市出身。ツッコミ・ネタ作り担当、立ち位置は向かって左。身長178cm、血液型A型。
- 趣味は銭湯・サウナ、立飲み、プロ野球観戦（東北楽天ゴールデンイーグルス）、漫画を読むこと、アニメ、映画鑑賞、ゲーム全般、カラオケ、受験日本史(元塾講師)、小沢健二。
- 特技は歌マネ、縄跳び（四重とび）。
- 明治大学文学部・演劇学専攻中退[6]。
- 部活動は中高帰宅部、大学では映画研究サークルで活動。
- 解散後は引退[3]。

## 賞レース成績

### Mｰ1グランプリ
| 年度             | 結果      | エントリー No. | 会場                               | 日程           |
| ---------------- | --------- | -------------- | ---------------------------------- | -------------- |
| 2018年（第14回） | 2回戦進出 | 2544           | [東京] 雷5656会館ときわホール      | 10月5日（金）  |
| 2019年（第15回） | 2回戦進出 | 1803           | [東京] 雷5656会館ときわホール      | 10月16日（水） |
| 2020年（第16回） | 1回戦敗退 | 843            | [東京] シダックスカルチャーホールA | 8月18日（火）  |
| 2021年（第17回） | 2回戦進出 | 1898           | [東京] 雷5656会館ときわホール      | 10月20日（水） |
| 2022年（第18回） | 2回戦進出 | 646            | [東京] 雷5656会館ときわホール      | 10月16日（日） |